# Gemini Ganesan
Ramasamy Ganesan, plus connu sous son nom de scène Gemini Ganesan, né le 17 novembre 1920 à Pudukkottai (Présidence de Madras, Inde britannique) et mort le 22 mars 2005 à Chennai (Tamil Nadu, Inde), est un acteur indien. Il est un grand nom du cinéma tamoul, un des trois acteurs iconiques de l'histoire de cette industrie, avec M. G. Ramachandran et Sivaji Ganesan.
Il naît à Ramasamy Narayanaswami et à Gangammal, dans une famille de brahmanes tamouls de la communauté des Iyers. Son grand-père paternel, S. Narayanaswami Iyer, principal du Maharaja's College de Pudukkottai (établissement d'enseignement secondaire et supérieur royal de la principauté), est un homme remarqué en son temps pour avoir épousé Chandrammal, une devadasi. Une union en rupture avec les conventions sociales de l'époque. Par son père, Gemini est aussi le neveux de la médecin et militante Muthulakshmi Reddy (en). 